# 184
Évszázadok: 1. század – 2. század – 3. század
Évtizedek: 130-as évek – 140-es évek – 150-es évek – 160-as évek – 170-es évek – 180-as évek – 190-es évek – 200-as évek – 210-es évek – 220-as évek – 230-as évek
Évek: 179 – 180 – 181 – 182 –  183 – 184 – 185 – 186 – 187 – 188 – 189

## Események

### Római Birodalom
- Lucius Cossonius Eggius Marullust (májustól helyettese C. Octavius Vindex) és Cnaeus Papirius Aelianust (helyettese Cassius Apronianus) választják consulnak.
- Britanniában az északi barbárok áttörnek Hadrianus falán. Ulpius Marcellus kormányzó nagy nehézségek árán visszaveri őket, majd büntetőhadjáratot indít a falon túlra és megpróbálja a határt kitolni Antoninus faláig, de légiói fellázadnak ellene és az egyik legatust, Priscust császárrá is kikiáltják. Priscus ezt visszautasítja, de Sextus Tigidius Perennis, Commodus császár bizalmasa a biztonság kedvéért minden legatust leváltat a britanniai légióknál.
- A capitoliumi játékokon egy filozófus nyíltan megvádolja Perennist, hogy összeesküvést sző a császár ellen. Commodus nem hisz neki és a filozófust kivégzik.

### Kína
- A korrupt és dekadens Han dinasztia megbuktatását tervező Csang Csüének és két fivérének sikerül az udvarbeli eunuchok között is követőket találnia, de mozgalmát az egyik sértődött alapító elárulja. Bár a hatóságok több száz összeesküvőt kivégeznek, a felkelés kirobban. A résztvevők fejükre tekert sárga sállal vagy turbánnal különböztetik meg magukat. A mintegy 360 ezer felkelő megtámadja a hatóságokat, fosztogatnak, van ahol megölik a tartományi kormányzót.
- Ling császár sógorát, Ho Csint nevezi ki a hadsereg élére.
- Az év végén Csang Csüe betegségben meghal, két testvére pedig elesik a császári csapatokkal folytatott harcban. A felkelés elveszti irányítóit és gyakorlatilag elbukik, bár lokálisan még ellenállnak a kormány hadseregének.

### Korea
- A Kogurjóval határos kínai tartomány kormányzója csapataival benyomul a királyság területére, de Kogukcshon király visszaveri a támadást.
- Meghal Adalla, Silla királya. Mivel fia nincs, utódja a dinasztia egy távolabbi ágának tagja, Polhju.

## Születések
- Órigenész ókeresztény író († 254)

## Halálozások
- Csang Csüe, kínai misztikus, a sárga turbánosok felkelésének vezetője
- Adalla, sillai király

## Fordítás
- Ez a szócikk részben vagy egészben  a(z)   184 című angol Wikipédia-szócikk ezen változatának fordításán alapul.  Az eredeti cikk szerkesztőit annak laptörténete sorolja fel. Ez a jelzés csupán a megfogalmazás eredetét és a szerzői jogokat jelzi, nem szolgál a cikkben szereplő információk forrásmegjelöléseként.